# Réjaumont (Alti Pirenei)
Réjaumont è un comune francese di 180 abitanti situato nel dipartimento degli Alti Pirenei nella regione dell'Occitania.

## Società

### Evoluzione demografica
Abitanti censiti